# Creștinism liberal
Creștinismul liberal,  cunoscut și ca teologia liberală, acoperă diverse mișcări și idei filosofice și religioase inspirate de Biblie din cadrul creștinismului, începând cu sfârșitul secolului al XVIII-lea. Termenul liberal nu se referă la creștinismul progresist sau la filosofia politică având acest nume, ci la gândirea filosofică și religioasă care a apărut drept consecință a Epocii Luminilor.
Vorbind în general, creștinismul liberal este o metodă de hermeneutică biblică, o metodă liberă de dogme pentru a-l înțelege pe Dumnezeu folosind scriptura și aplicând aceeași hermeneutică modernă folosită pentru a studia oricare din scrierile antice. Creștinismul liberal nu a apărut drept organizație religioasă și ca atare nu depinde de dogmele vreunei biserici sau de crezuri religioase. Spre deosebire de creștinismul conservator (ortodox, indiferent dacă ne referim la catolicism, protestantism sau bisericile ortodoxe), creștinismul liberal nu a debutat cu un set unificat de credințe. Creștinii liberali au îmbrățișat de la început metodologiile Epocii Luminilor drept bază de interpretare a Bibliei, vieții, credinței și teologiei.
Cuvântul liberal denota inițial o dispoziție caracteristică de a interpreta scriptura conform perspectivelor filosofice moderne (de aici ai termenul paralel de modernism) și axiomelor științifice moderne, încercând astfel să atingă idealul luminist de punct de vedere obiectiv, lipsit de noțiuni preconcepute de autoritate a scripturii sau de corectitudine a dogmelor bisericești. Importantă era interpretarea „științifică” a textului și chiar a eticii. S-a argumentat că axiomele științei moderne aveau un nucleu etic care a fost subminat de evenimente cum ar fi Primul Război Mondial și Al Doilea Război Mondial, în care civilizațiile cele mai avansate din punct de vedere științific s-au devastat una pe alta și au comis masive crime de război.
Lipsa de greșeli a Bibliei nu a jucat niciun rol la începuturile creștinismului liberal, deoarece ea a apărut ca doctrină abia mult mai târziu, în scrierile lui Bernard B. Warfield, Charles Hodge și ale fiului său Alexander A. Hodge, ș.cl., cel mai important în răspunsurile din anii 1880 asupra atacurilor liberale și moderniste asupra autorității scripturii. În cele din urmă, creștinismul liberal a abandonat obiectivitatea drept scop, deoarece filosofia modernă a devenit dominată de perspectivism filosofic și relativism moral. Creștinii liberali pot avea un comun unele credințe cu creștinismul catolic, cel protestant, cel ortodox sau chiar cel fundamentalist.

## Exegeza creștină liberală
Teologia creștină liberală a fost evidentă în critica biblică a secolelor XIX și XX. Stilul hermeneuticii scripturale (interpretarea Bibliei) din cadrul teologiei liberale este adesea caracterizat drept nepropozițional. Asta înseamnă că Biblia nu este considerată drept o colecție de afirmații obiective, ci drept o antologie care documentează credințele și emoțiile autorilor săi cu privire la Dumnezeu în momentul scrierii — într-un context istoric sau cultural. Deci, teologii liberali creștini nu pretind că descoperă propoziții adevărate, ci creează modele religioase și concepte care reflectă contexte de clasă, de gen, sociale și politice din care izvorăsc acele propoziții. Creștinismul liberal privește Biblia drept o colecție de narațiuni care explică, epitomizează sau simbolizează esența și semnificația înțelegerii creștine. Prin urmare, majoritatea teologilor liberali nu privesc Biblia drept lipsită de greșeli, ci cred că scriptura a fost inspirată în același mod în care spunem că un poem a fost inspirat poetului și transmis de el.
Creștinismul liberal era încă greu de distins de liberalismul politic în ultima treime a secolului al XIX-lea. Astfel, un episcop irlandez a fost trimis în Quebec de autoritatea papală în anii  1870 pentru a le separa pe cele două. Câțiva curés amenințaseră că nu vor acorda sacramentele enoriașilor care votează cu liberalii iar alții predicaseră că votul pentru liberali era un păcat de moarte.
În secolul al XIX-lea creștini care se identificau drept liberali au căutat să ridice învățăturile umaniste ale lui Isus la nivel de standard al civilizației mondiale eliberate de tradițiile bisericești și urme ale credinței „păgâne” în supranatural. Drept rezultat, creștinii liberali minimalizau evenimentele miraculoase asociate cu viața lui Isus față de învățăturile sale. Efortul de a îndepărta elementele superstițioase din credința creștină datează de la reformatorii intelectuali creștini ai Renașterii, precum Erasmus (care a compilat primul Nou Testament Grec modern) spre sfârșitul secolului al XV-lea până la mijlocul secolului al XVI-lea, urmate ulterior de religia naturală a deiștilor, care dezaprobau religiile revelate și ideea de intervenție a Creatorului în creație, în secolele XVII-XVIII. Dezbaterea cu privire la faptul dacă credința în miracole era o simplă superstiție sau era esențială pentru a accepta divinitatea lui Hristos a produs o criză în bisericile din secolul al XIX-lea, în care au fost căutate compromise teologice.
Încercările de a explica miracolele în mod științific sau rațional erau batjocorite chiar la tranziția dintre secolele XIX și XX. Credința în autenticitatea istorică a miracolelor era unul din cele cinci teste stabilite în 1910 de Biserica Prezbiteriană pentru a distinge între credincioșii adevărați și falșii credincioși, cum erau „creștinii educați și liberali”.
Teologii liberali creștini s-au îndepărtat de înțelesurile istorice ale Bibliei și creștinismului. Criticul biblic și fondatorul mișcării de arheologie biblică William Foxwell Albright de la Universitatea Johns Hopkins, a debutat drept critic istoric radical al Bibliei, dar munca sa în arheologia biblică din Țara Sfântă din anii 1920 și 1930 l-a convins că „aceste lucruri s-au întâmplat într-adevăr”. Deși Albright se descria drept „umanist creștin” (termen folosit de savanții Renașterii ca Erasmus din Rotterdam) faptul că el a apărat autenticitatea tradițiilor istorice ale Vechiului Testament, în special cu privire cucerirea Canaanului din Cartea lui Iosua, i-a condus mai târziu pe cercetătorii liberali să-l demaște drept „cripto-fundamentalist”, atât de ostilă devenise teologia liberală cu privire la ideea că povestirile istorice din Biblie ar putea fi autentice. Albright a lăsat în urmă o moștenire de cercetare istorică critică și informată, susținută de cadre de profesori și cercetători bine educați și bine plasați atât în SUA cat și în Israel. Acești cercetători au respins polemica anti-autenticitate istorică a Bibliei a teologiei liberale. Albright nu a fost, totuși, un literalist biblic, Iahve și zeii din Canaan, de exemplu, susținând opinia că religia israeliților a evoluat de la un politeism originar la un monoteism care l-a văzut pe Dumnezeu acționând în istorie - o viziune pe deplin conformă cu opiniile principale din ultimele două secole de critică biblică dinaintea lui.
Într-adevăr, creștinii liberali contemporani continuă să nege interpretările de autenticitate istorică  a Bibliei. Mulți dintre ei preferă să interpreteze miracolele lui Isus drept metafore narative care redau puterea lui Dumnezeu. Nu toți teologii cu înclinații liberale resping posibilitatea miracolelor, dar mulți dintre ei resping polemica iscată din afirmarea sau negarea acestei posibilități.
Teologia creștină liberală datează dinaintea teologiei lipsei de greșeli a Bibliei. care a fost propusă pentru prima oară în 1881 de doi teologi prezbiterieni conservatori, Benjamin B. Warfield și Archibald Alexander Hodge. Deci la inceputurile creștinismului liberal credința respectivă nu a jucat niciun rol. Mai degrabă, teologii liberali creștini erau foarte clari în a respinge învățăturile ortodoxe creștine cum ar fi nașterea de către o virgină, învierea și autoritatea scripturii în favoarea unei viziuni asupra lumii secular-științifică. În acest sens, mulți teologi liberali creștini au fost confundați cu cercetarea critică a Bibliei, care a apărut în Germania spre sfârșitul secolului al XVIII-lea prin cercetători cum ar fi J.G. Eichorn din Goettingen. Însă tradiția istoriografiei critice germane în mare nu era liberală, mulți din susținătorii ei fiind monarhiști (cum ar fi Julius Wellhausen și profesorul său Heinrich Ewald, ambii din Goettingen.) Aserțiunea liberală de a urma cercetarea critico-istorică s-a redus treptat, deoarece liberalii identificau cercetători clasici cum ar fi Martin Noth și Lothar Perlitt drept „liberali” în timp ce ei erau de fapt foarte conservatori din punct de vedere teologic.
O analiză amănunțită arată faptul că creștinismul liberal s-a aliniat spre sfârșitul secolului al XIX-lea împreună cu mișcarea progresistă din cultura și politica occidentală. Din punct de vedere obiectiv, creștinismul liberal a identificat stânga din cultura occidentală drept loc de revelare a lui Dumnezeu în istorie, urmând doctrina revelației progresive și nu în ultimul rând filosofia proceselor. Mai mult, faptul că știința modernă nu a oferit norme etice universale în afara Bibliei a condus la o criză a autorității morale din creștinismul liberal, care așteaptă încă să fie rezolvată.

### Doctrina inspirației biblice
William John Lyons a citat diverși autori care afirmă: „Ca oricare altă știință reală, Teologia Noului Testament își are scopul în ea însăși, fiind total indiferentă față de orice dogmă a Teologiei Sistematice ... spiritul cercetării istorice a înlocuit actualmente doctrina tradițională a inspirației”.
În general creștinismul liberal nu are nicio problemă cu faptul că în Biblie există greșeli și contradicții. Creștinii liberali resping dogma că Biblia ar fi lipsită de greșeli, pe care o văd drept idolatrizarea (fetișizarea) Bibliei. Martin Luther declara cu emfază „dacă dușmanii noștri apelează la Scriptură contra lui Hristos, noi apelăm la Hristos contra Scripturii.” Luther a găsit numeroase erori în cărțile profetice și cele istorice ale Bibliei.
Un fost episcop al Bisericii Episcopale din SUA declara că interpretarea literală a Bibliei este erezie.

## Protestantism liberal
Protestantismul liberal s-a dezvoltat în secolul al XIX-lea din nevoia de a adapta creștinismul la un context intelectual modern. Odată cu acceptarea teoriei selecției naturale a lui Charles Darwin, unele credințe tradiționale creștine, cum ar fi părți din narațiunea creației din Geneza, au devenit dificil de apărat. Incapabil să întemeieze credința exclusiv într-un apel către scriptură sau persoana lui Isus Hristos, liberalii, conform teologului și istoricului intelectual Alister McGrath, „au căutat să ancoreze această credință în experiența umană comună și interpretând-o în moduri care aveau sens în viziunea modernă asupra lumii.” Începând din Germania, teologia liberală a fost influențată de mai multe aspecte de gândire, inclusiv  Viziunea înaltă a Iluminismului asupra rațiunii umane și accentul pietismului asupra experienței religioase și toleranța interconfesională.
Sursele autorității religioase recunoscute de protestanții liberali diferă de protestanții conservatori. Protestanții tradiționali au înțeles Biblia ca fiind unica autoritate (sola scriptura); toată doctrina, învățătura și biserica în sine derivă din aceasta autoritate. Prin urmare, un protestant tradițional ar putea afirma că „ceea ce spune Scriptura, spune Dumnezeu”. Cu toate acestea, liberalii caută să înțeleagă Biblia prin critica biblică modernă, cum ar fi critica istorică, care a început să fie folosită la sfârșitul anilor 1700 pentru a întreba dacă au fost bazate relatări biblice pe texte mai vechi sau dacă Evangheliile au înregistrat cuvintele lui Isus. Utilizarea acestor metode de interpretare biblică i-a determinat pe liberali să concluzioneze că „nici una dintre Scrierile Noului Testament nu pot fi considerate a fi apostolice în sensul în care s-a considerat în mod tradițional că este așa”. Această concluzie a făcut „sola scriptura” o poziție de nesusținut. În locul ei, liberalii l-au identificat pe Isus cel istoric ca fiind „adevăratul canon al bisericii creștine”.
De asemenea, cele două grupuri nu au fost de acord cu privire la rolul experienței în confirmarea afirmațiilor de adevăr. Protestanții tradiționali au crezut că scriptura și revelația au confirmat întotdeauna experiența și rațiunea umană. Pentru protestanții liberali, au existat două surse ultime ale autorității religioase: experiența creștină a lui Dumnezeu așa cum a fost revelată în Isus Hristos și experiența umană universală. Cu alte cuvinte, doar apelul la rațiunea și experiența umană obișnuită ar putea confirma afirmațiile adevărului creștinismului.
Liberalii au abandonat sau reinterpretat doctrinele tradiționale în lumina cunoștințelor recente. De exemplu, doctrina tradițională a păcatului originar a fost respinsă pentru că provenea din Augustin de Hipona, ale cărui opinii despre Noul Testament se credeau că au fost denaturate de implicarea sa în Maniheism. Cristologia a fost, de asemenea, reinterpretată. Liberalii au subliniat Umanitatea lui Hristos, iar divinitatea sa a devenit „o afirmare a lui Isus prin calități exemplificative pe care omenirea în ansamblu ar putea spera să le imite”. Creștinii liberali au căutat să ridice învățăturile omenești ale lui Isus la un standard pentru o civilizație mondială eliberată de tradiții cultice și urme ale tipuri tradiționale păgâne de credință în supranatural.
Drept urmare, creștinii liberali au pus mai puțin accentul pe evenimentele miraculoase asociate cu viața lui Isus decât pe învățăturile sale. Efortul de a înlătura elementele „superstițioase” din credința creștină datează de viziunea religioasă naturală a deiștilor, care au respins în secolele XVII-XVIII orice religie revelată sau interacțiune activă între Creator și creație. Dezbaterea cu privire la faptul dacă o credință în miracole era doar superstiție sau esențială pentru acceptarea  divinitatea lui Hristos a constituit o criză în cadrul bisericii din secolul al XIX-lea, pentru care s-au căutat compromisuri teologice. Mulți liberali preferă să citească miracolele lui Isus ca metaforă narativă pentru înțelegerea puterii lui Dumnezeu.  Nu toți teologii cu înclinații liberale resping posibilitatea miracolelor, dar mulți resping polemica pe care această negare sau afirmare o implică.
Liberalismul din secolul al XIX-lea a avut optimism cu privire la viitorul în care omenirea va continua să realizeze progrese mai mari. Această viziune optimistă asupra istoriei a fost uneori interpretată drept construind regatul Domnului în lume.

### Teologi
Teologul reformat Friedrich Schleiermacher (1768–1834) este adesea considerat tatăl protestantismului liberal. Ca răspuns la deziluzia romantismului cu iluminismul raționalist, Schleiermacher a susținut că Dumnezeu nu putea fi trăit decât prin simțire, nu prin rațiune. În teologia lui Schleiermacher, religia este un sentiment de dependență absolută de Dumnezeu. Omenirea este conștientă de propriul său păcat și de nevoia de răscumpărare, care poate fi realizată doar de Isus Hristos. Pentru Schleiermacher, credința este experimentată în cadrul unei comunități de credință, niciodată izolat. Aceasta a însemnat că teologia reflectă întotdeauna un anumit context religios, care l-a deschis Schleirmacher către acuzații de relativism.
Albrecht Ritschl (1822–1889) nu a fost de acord cu accentul pus de Schleiermacher pe sentiment. El a crezut că credința religioasă ar trebui să se bazeze pe istorie, în special pe evenimentele istorice ale Noului Testament. Când a fost studiată ca istorie fără a lua în considerare evenimente miraculoase, Ritschl a crezut că Noul Testament a afirmat o misiune divină. El a respins doctrine precum nașterea din fecioară a lui Isus și Sfânta Treime. Viața creștină pentru Ritschl a fost dedicată activității etice și dezvoltării, așa că a înțeles doctrinele ca fiind judecăți de valoare mai degrabă decât afirmații despre fapte reale. Influențat de filosofia lui Immanuel Kant, Ritschl a privit „religia ca triumful spiritului (sau agentului moral) asupra originilor naturale ale umanității și mediului.” Ideile lui Ritschl ar fi preluate de alții, iar Ritschlianismul ar rămâne o școală teologică importantă în cadrul protestantismului german până la Primul Război Mondial. Adepții proeminenți ai Ritschl includ Wilhelm Herrmann, Julius Kaftan și Adolf von Harnack.

## Catolicism liberal
Formele catolice ale liberalismului teologic au existat încă din secolul al XIX-lea în Anglia, Franța și Italia. La sfârșitul secolului al XIX-lea și începutul secolului al XX-lea, o mișcare teologică liberală s-a dezvoltat în cadrul Bisericii Catolice, cunoscută sub numele de modernism catolic. La fel ca protestantismul liberal, modernismul catolic a fost o încercare de a aduce catolicismul în conformitate cu iluminismul. Teologii moderniști au aprobat critica biblică radicală și au fost dispuși să pună la îndoială doctrinele creștine tradiționale, în special Hristologia. Ei au subliniat, de asemenea, aspectele etice ale creștinismului și cele teologice ale acestuia. Printre scriitorii moderniști importanți se numără Alfred Loisy și George Tyrrell. Modernismul a fost condamnat ca eretic de conducerea Bisericii Catolice.
Condamnarea papală a modernismului și americanismului a încetinit dezvoltarea unei tradiții liberale catolice în Statele Unite. Cu toate acestea, de la Conciliul Vatican II, teologia liberală a cunoscut o renaștere. Teologii catolici liberali includ pe David Tracy și pe Francis Schussler Fiorenza.

## Influența în Statele Unite
Creștinismul liberal a exercitat cea mai mare influență asupra protestanților mainline la începutul secolului XX, când susținătorii săi credeau că el va fi viitorul bisericii creștine. Cea mai mare și importantă influență a sa a fost Evanghelia Creștină Socială, care a implicat un de facto „botez al creștinismului în doctrina marxistă”. Prin urmare, cel mai influent purtător de cuvânt al Evangheliei Sociale, baptistul american Walther Rauschenbusch, a identificat patru rele spirituale instituționalizate în cultura americană (pe care el le-a numit „entități supra-personale”): individualismul, capitalismul, naționalismul și militarismul. Conform doctrinei socialiste, acestea trebuiau înlocuite prin colectivism, socialism, internaționalism și pacifism, respectiv.
Altă mișcare teologică ulterioară din protestantismul mainline a inclus teologia eliberării, forme filosofice de creștinism postmodern și diverse influente teologice cum ar fi existentialismul creștin (pornind de la  Søren Kierkegaard și incluzând teologi și cercetători ca Rudolf Bultmann și Paul Tillich) și chiar mișcări conservatoare ca neo-evanghelicii, neo-ortodoxia și paleo-ortodoxia. Dean M. Kelley, un sociolog liberal, a fost însărcinat la începutul anilor 1970 să studieze problema și a identificat motivul declinului bisericilor liberale: faptul că au politizat excesiv Evanghelia și în special faptul că ele au identificat Evanghelia cu obiectivele politice ale democraților de stânga.
În anii 1990 și 2000 s-a constatat o revărsare de lucrări teologice nedogmatice asupra exegezei biblice și asupra teologiei, prin figuri cum ar fi Marcus Borg, John Dominic Crossan, John Shelby Spong, Karen Armstrong și Scotty McLennan. Ei au găsit susținere, la fel cum odinioară o găsise modernismul, în bisericile protestante mainline, care erau în declin din punct de vedere al numărului de credincioși. 
Creștinismul liberal din SUA a înregistrat un declin al numărului de membri de 70%—de la 40% din populația creștină americană la 12%—între 1930 și 2010. În acest timp evanghelicii au crescut mult, iar Biserica Catolică a crescut în mod mai modest.

## Teologi și autori

### Protestanți
- Friedrich Daniel Ernst Schleiermacher (1768–1834), numit adesea „părintele teologiei liberale”, a afirmat că experiențele religioase erau introspective și că cea mai adevărată înțelegere a lui Dumnezeu constă în „simțul dependenței absolute”.[48]
- Charles Augustus Briggs (1841–1913), apărător al criticii istorice a Bibliei.
- Henry Ward Beecher (1813–1887), predicator american care a părăsit ortodoxia calvinistă a faimosului său tată, reverendul Lyman Beecher, pentru a predica Evanghelia socială a creștinismului liberal.
- Adolf von Harnack, (1851–1930), teolog german și istoric al bisericii, a promovat Evanghelia socială, a scris o operă seminală numită Lehrbuch der Dogmengeschichte (Istoria dogmei).
- Charles Fillmore (1854–1948), mistic creștin influențat de Emerson; co-fondator al Unity Church, împreună cu soția sa, Myrtle Fillmore.
- Walter Rauschenbusch (1861-1918) baptist american, autor al „A Theology for the Social Gospel”, care a dat mișcării definiția ei teologică finală.
- Harry Emerson Fosdick (1878–1969), un baptist nordic, pastor fondator al Riverside Church din New York în 1922.
- Rudolf Bultmann (1884–1976), cercetător biblic german, teolog creștin liberal până în 1924. Bultmann era mai mult existențialist decât „liberal”, așa cum reiese din apărarea vindecărilor de către Isus în a sa „History of Synoptic Tradition”.
- Paul Tillich (1886–1965), figură seminală a creștinismului liberal; a sintetizat teologia protestantă liberală cu filosofia existențialistă, ulterior a fost socotit drept „neo-ortodox”.
- Leslie Weatherhead (1893–1976), predicator englez și autor al The Will of God și The Christian Agnostic
- James Pike (1913-1969), episcop episcopal, dioceza Californiei 1958-66. A murit drept spiritist, încercând să comunice cu Isus prin necromanție.
- Lloyd Geering (1918–), teolog liberal din Noua Zeelandă.
- Paul Moore, Jr. (1919–2003), al treisprezecelea episcop episcopalian, dioceza New York.
- John A.T. Robinson (1919–1983), episcop anglican de Woolwich, autor al Honest to God; mai târziu s-a convertit la ortodoxie și s-a dedicat demonstrării faptului că scrierile Noului Testament au fost scrise foarte devreme, publicându-și descoperirile în Redating the New Testament.
- John Hick (1922-2012) filosof al religiei britanic și teolog, vestit pentru respingerea Încarnării și apărarea latitudinarianismului și a pluralismului religios sau ne-exclusivismului, explicat în lucrarea sa influentă The Myth of God Incarnate.
- William Sloane Coffin (1924–2006), pastor senior din Riverside Church din New York City, și președinte al SANE/Freeze (numit acum Peace Action).[necesită citare]
- Christopher Morse (1935 - ) profesor universitar emerit de teologie sistematică, Union Theological Seminary, vestit pentru teologia necredinței credincioase.
- John Shelby Spong (1931–), episcop episcopal și autor foarte prolific al unor cărți ca A New Christianity for a New World, în care a scris despre faptul că a respins credințele religioase istorice creștine cum ar fi  teismul (o concepție tradițională asupra existenței lui Dumnezeu), vieții de apoi, miracolelor și Învierii.
- Richard Holloway (1933-), episcop de Edinburgh 1986-2000.
- Rubem Alves, (b. 1938) fost prezbiterian brazilian, fost pastor, fost profesor universitar la UNICAMP, figură seminală în mișcarea teologiei eliberării.
- Matthew Fox (b. 1940), fost preot catolic din Ordinul predicatorilor; acum preot episcopal american și teolog, vestit pentru sinteza teologiei creștine liberale cu concepte New Age în idei ca „spiritualitatea creației”, „binecuvântarea originară” și opera seminală asupra lui „Cosmic Christ”; fondator al Creation Spirituality.
- Marcus Borg (b. 1942) cercetător biblic american, autor prolific, tovarăș al Jesus Seminar.
- Michael Dowd (b. 1958) teolog al naturalismului religios, evanghelic evidențialist și promotor al Big History și al Epic of Evolution.
- Douglas Ottati, teolog prezbiterian și autor, fost profesor universitar la  Union-PSCE, actualmente profesor universitar la Davidson College.

### Catolici
- Thomas Berry (1914-2009), preot pasionist american, istoric al culturii, geolog și cosmolog.
- Hans Küng (1928-2021) teolog elvețian. Licența sa de a preda teologie catolică a fost revocată în 1979 din cauza faptului că a respins public doctrina infailibilității papale, dar a rămas preot necaterisit.
- John Dominic Crossan, (b. 1934) fost catolic și fost preot, cercetător al Noului Testament, co-fondator al Jesus Seminar, instituție liberală de cercetare a religiei.
- Joan Chittister, (b. 1936) benedictin, profesor și psiholog social.
- Elisabeth Schüssler Fiorenza (born 1938) teolog feminist german și profesor universitar la Harvard Divinity School
- Leonardo Boff (n. 1938), preot și călugăr franciscan brazilian, autor seminal al mișcării teologiei eliberării, condamnat de Biserică, operele sau au fost condamnate în 1985, și aproape condamnate din nou în 1992, ceea ce l-a făcut să părăsească ordinul franciscan și preoția.

### Alții
- William Ellery Channing (1780–1842), teolog liberal unitarian din SUA care a respins Sfânta Treime și autoritatea Bibliei în favoarea unei teologii naturale pur raționaliste.
- Scotty McLennan (b. 1948) pastor unitarian universalist, profesor universitar la Stanford University și autor.